# Pseudoparlatoria circularis
Pseudoparlatoria circularis är en insektsart som beskrevs av Ernest Lepage 1942. Pseudoparlatoria circularis ingår i släktet Pseudoparlatoria och familjen pansarsköldlöss. Inga underarter finns listade i Catalogue of Life.